# 사회복지관
지역사회복지관(community welfare center)은 '사회복지관', '사회관'(community center), '인보관'(neighborhood center, social settlement) 등 다양하게 지칭되고 있으나 이는 지역사회의 충족되지 않은 욕구와 문제를 발견해서 주민들에게 필요한 서비스를 제공하는 가장 대표적인 직접서비스기관이다.

## 기능
딜릭(Dillick)이 언급한 지역사회복지관의 주요 기능은 다음과 같다.
1. 근린지역의 다양한 서비스 욕구를 충족시키기 위해 통합된 서비스를 제공한다.
2. 서비스의 중복과 누락을 방지하기 위해 서비스 간의 조정을 꾀한다.
3. 지역주민들이 문제해결을 위해 공동의 노력을 할 수 있도록 집단을 구성하게 한다.
4. 주민집단으로 하여금 사회적 목표를 수정하고 새로운 목표를 만들어 낼 수 있도록 한다.

딜릭은 이러한 기능을 수행하는 데 있어서 가장 중요한 것은 지역활동에 주민을 참여시키는 것이라고 지적하고 있다. 딜릭의 견해에서 주목할 것은 지역사회복지관이 주민들이 필요로 하는 서비스를 제공하는 소극적인 기능만을 수행하는 것이 아니라, 주민들을 참여시켜 그들이 처해 있는 환경을 변화할 수 있도록 돕는 보다 근본적인 기능을 수행한다는 사실이다. 즉, 지역사회복지기관은 '케이스워크'나 '그룹워크를 활용한 직접적인 서비스의 제공에 그치지 않고 지역주민들을 조직화하고 지역 내의 서비스를 조정하는 지역사회조직의 과정을 적극 활용해야 한다는 것이다.

## 역사
한국의 사회복지관 운동은 100여 년의 역사를 가지고 있으며, 외국 선교사들에 의해 처음 실시되었다. 1906년 미국의 감리교 선교사 메리 놀즈(Mary Knowles)는 원산에 반열방이라는 인보관을 설치하여 여성을 위한 계몽사업을 시작하였는데, 이는 한국 사회복지관운동의 태동이라 볼 수 있으며, 이것이 발전하여 1926년애는 원산에 보혜여자관을 설립하고 여성을 위한 야학을 운영하며 영어, 재봉, 요리 등을 가르쳤다.
1921년에는 미국의 감리교 선교부에서 서울에 최초로 태화여자관을 설립하였고, 1930년대에는 조선총독부에서 서울 등지에 인보관을 설치하였다. 이 시기 사회복지관 운동의 특징은 외국 선교단체에 의해 주로 설립되었고, 여성의 지위 향상과 빈곤문제의 해결을 주 내용으로 하고 있다는 것이다.
1945년 해방 이후에는 이화여자대학교가 주한미군 원조기구였던 AFAK의 원조로 이화사회복지관을 설립하여 지역주민들을 위한 복지서비스 제공과 학생실습의 장으로 활용하였다. 이후 1971년 성심여자대학교에서 서울의 봉천동에 성심사회복지관을 세웠고, 1975년에는 중앙대학교에서 봉천동에 사회복지관을 설립하였다.
또한 캐나다유니테리안 한국봉사회가 1960년대에 목포, 인천, 경기도 이천, 서울 마포와 영등포에 사회복지관을 설립하였다. 1974년에는 선명회에서 성남시에 성남사회복지관을 설립했고, 1975년에는 기독교아동복지회가 서울과 지방에 사회복지관을 설립하였다.
한국은 1975년에는 국제사회복지관연합회의 회원국으로 가입하였으며, 1976년에는 22개 사회복지관을 회원으로 하여 한국사회복지관연합회가 설립되었다.
이와 같이 1970년대에는 외원기관과 민간기관 그리고 대학 등으로 사회복지관의 설립, 운영주체가 다양화되었으며, 빈곤층과 소외계층을 위한 치료적 사업을 중심으로 사업이 이루어졌다.
1980년대 들어서 사회복지관은 양적ㆍ질적 확대의 시기를 맞이하였다. 1983년에 사회복지사업법 개정으로 사회복지관 운영에 대하여 공식적으로 국고보조를 받게되었으며, 1988년에는 사회복지관 운영ㆍ국고보조사업지침이 수립되었다.

## 사회복지관의 목표 및 운영의 기본 원칙

### 법적 근거
- 사회복지사업법 제2조(정의), 제34조의5(사회복지관 설치 등)
- 사회복지사업법 시행규칙(보건복지부령) 제23조(사회복지관의 설치기준) 및 제23조의2(사회복지관의 운영기준)
- 임대단지 사회복지관의 법적 근거 : 주택법 제2조, 주택건설기준 등에 관한 규정 제2조

### 사회복지관의 목표
사회복지관은 사회복지서비스 욕구를 가지고 있는 모든 지역사회 주민을 대상으로 보호서비스, 재가복지서비스, 자립능력 배양을 위한 교육훈련 등 그들이 필요로 하는 복지서비스를 제공하고, 가족기능 강화 및 주민 상호 간 연대감 조성을 통한 각종 지역사회문제를 예방 및 치료하는 종합적인 복지서비스 전달기구로서 지역사회 주민의 복지증진을 위한 중심적 역할을 수행하여야 함을 그 목표로 하고 있다. 즉, 지역사회의 복지 욕구를 가진 주민들에게 복지서비스를 제공하고, 지역사회문제를 예방 및 치료하면서 지역복지의 중심적 역할을 수행할 것을 주요한 목표로 하고 있다.

### 운영의 기본 원칙
사회복지관운영규정에 의하면, 사회복지관은 인도주의와 서비스를 필요로 하는 자의 존엄유지를 전제로 지역성, 전문성, 책임성, 자율성, 통합성, 자원활용, 중립성, 투명성의 원칙에 따라 수행되어야 한다.